# 1101 Clematis
Clematis (asteroide 1101) é um asteroide da cintura principal com um diâmetro de 37,86 quilómetros, a 2,9811698 UA. Possui uma excentricidade de 0,0774933 e um período orbital de 2 121,88 dias (5,81 anos).
Clematis tem uma velocidade orbital média de 16,56853711 km/s e uma inclinação de 21,39232º.
Esse asteroide foi descoberto em 22 de setembro de 1928 por Karl Reinmuth.